# 马尼 (厄尔-卢瓦省)
马尼（法語：Magny，法語發音：[maɲi] ⓘ）是法国厄尔-卢瓦省的一个市镇，位于该省中部略偏西，属于沙特尔区。

## 地理
马尼（48°20'59"N, 1°15'47"E）面积13.03 平方千米，位于法国中央-卢瓦尔河谷大区厄尔-卢瓦省，该省份为法国北部内陆省份，北起顺时针与厄尔省、伊夫林省、埃松省、卢瓦雷省、卢瓦-谢尔省、萨尔特省和奧恩省接壤。
与马尼接壤的市镇（或旧市镇、城区）包括：巴约勒潘、马尔谢维尔、奥莱。
马尼的时区为UTC+01:00、UTC+02:00（夏令时）。

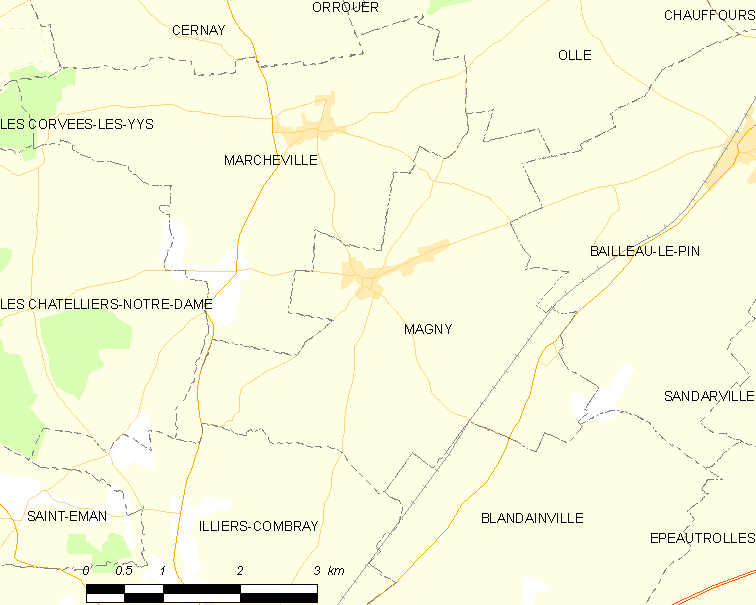
马尼的OSM定位图

## 行政
马尼的邮政编码为28120，INSEE市镇编码为28225。

## 政治
马尼所属的省级选区为伊利耶孔布赖县。

## 人口

1962-2008年间马尼人口变化图示

马尼于2022年1月1日时的人口数量为652人。